# SEA IV
SEA IV byl dvouplošník s dvoučlennou osádkou vzniklý jako stíhací a průzkumný letoun koncem první světové války ve Francii, a v menším počtu užívaný jejím vojenským letectvem počátkem 20. let 20. století.

## Vznik a vývoj
Typ SEA IV začal vznikat jako dvoumístný stíhací letoun (kategorie C.2) v roce 1917 v rámci projektu konstruktérů Henryho Poteze, Louise Corollera a Marcela Blocha, sdružených ve společnosti Société d'études aéronautiques sídlící v Suresnes. Byl to aerodynamicky čistý dvouplošník dřevěné konstrukce s dvoukomorovým systémem mezikřídelních vzpěr a drátovými výztuhami tvořenými pianovým strunami, který navazoval na dřívější nerealizovaný projekt SEA II stejné trojice, od něhož se lišil použitím silnější pohonné jednotky Lorraine-Dietrich 12Da o výkonu 370 hp (275,9 kW). Plánovanou výzbroj představoval synchronizovaný kulomet Vickers ráže 7,7 mm před kokpitem pilota a dva kulomety Lewis téže ráže na oběžném kruhu T.O.3 obsluhované pozorovatelem-střelcem. Ve spodku trupu se dále nacházel příklopem krytý otvor umožňující mu střelbu z pušky Winchester do spodní polosféry, a do trupu mohla být také instalována fotografická kamera anebo radiostanice.
Prototyp poprvé vzlétl v prvním čtvrtletí roku 1918. Nejprve byl testován Gustavem Douchym, esem s devíti sestřely, a poté v dubnu 1918 zkušebními piloty u Střediska letových zkoušek ve Villacoublay a později v bojových podmínkách v Plessis-Belleville. Francouzské ministerstvo výzbroje a zbrojní výroby na základě výsledků zkoušek zadalo zakázku na 1000 kusů, jejíž realizací byla pověřena nově ustavená dceřiná firma Anjou Aéronautique v Angers. Jednalo se tak o první letoun navržený za spoluúčasti Marcela Dassaulta, který dospěl do stadia sériové výroby.

## Historie použití
Dne 24. srpna 1918 generál Duval, velitel letectva při vrchním velitelství francouzské armády, rozhodl o potřebě výroby dvou variant, stíhací SEA IV C.2 a průzkumné SEA IV A.2, které měly začít vyzbrojovat frontové letky od počátku roku 1919. V říjnu 1918 byla na první čtvrtletí roku 1919 plánována měsíční výroba 200 kusů, tak aby k 1. dubnu bylo k dispozici nejméně 400 strojů. Rozběh sériové výroby se však opožďoval, částečně i kvůli odjezdu Louise Corollera s francouzskou leteckou misí do Spojených států.
První sériový stroj byl připraven ke vzletu až 11. listopadu 1918, týž den kdy bylo uzavřeno příměří v Compiègne, a následné zmenšení zbrojních zakázek znamenalo, že z původní objednávky byla zákazníkem převzata pouze první série čítající 115 letounů. Ty byly v poválečném období francouzským armádním letectvem pod označením SEA IV Ap.2 používány jako letouny pro dálkový průzkum, například u 34. leteckého průzkumného pluku v Le Bourget.
Dalších okolo dvaceti pěti strojů bylo vyprodukováno společností Société des Aéroplanes Henry Potez jako civilní dopravní letouny Potez VII, upravené instalací kabiny pro dva pasažéry na místě kokpitu pozorovatele. Nejméně dva z nich se ještě v roce 1925 vyskytly v inventáři společnosti CIDNA.

## Varianty
SEA IV C.2
Plánované označení dvoumístného stíhacího letounu.
SEA IV A.2
Plánované označení průzkumné varianty.
SEA IV-PM
Prototyp dálkového průzkumného letounu s dodatečnou zásobou paliva zvyšující vytrvalost na 6 hodin letu, výrobní číslo 68.
SEA IV Ap.2
Sériové provedení dálkového průzkumného letounu.
Potez VII
Civilní dopravní letoun s uzavřenou kabinou pro dva pasažéry v mírně prodlouženém trupu, vzniklý na základě SEA IV. Prvních 16-17 exemplářů vzniklo přestavbou rozestavěných SEA IV.

## Uživatelé

### Vojenští
- Francie
  - Aéronautique militaire

### Civilní
- Francie
  - CIDNA
  - Compagnie Franco-Roumaine

## Specifikace
Údaje dle publikace French Aircraft of the First World War, platí pro dvoumístnou stíhací variantu

### Technické údaje
- Osádka: 2 (pilot a pozorovatel)
- Délka: 8,50 m
- Rozpětí: 12,00 m
- Výška: 3,00 m
- Nosná plocha: 36,80 m²
- Prázdná hmotnost: 1040 kg
- Maximální vzletová hmotnost: 1620 kg
- Pohonná jednotka: 1 × vidlicový motor Lorraine-Dietrich 12Da
- Výkon pohonné jednotky: 370 hp (275,9 kW)

### Výkony
- Maximální rychlost: 218 km/h (u země)
- Vytrvalost: 2 hodiny a 15 minut
- Dostup: 7 400 m[2]
- Výstup do výše 1 000 m: 3 minuty a 1 sekunda
- Výstup do výše 2 000 m: 6 minut 18 sekund
- Výstup do výše 5 000 m: 23 minut 29 sekund

### Výzbroj
- 1 × synchronizovaný kulomet Vickers ráže 7,7 mm
- 2 × pohyblivý kulomet Lewis ráže 7,7 mm
- výstřelná štěrbina pro pušku Winchester v břiše trupu